# 杨嗣信
杨嗣信（1930年—），中国建筑师。
1948年考入之江大学建筑系。1952年大学毕业，任职于北京建筑部门。1980年代以后，担任北京长城饭店、中央广播电视塔、北京西客站、首都机场、人民大会堂改建、首都博物馆、北京奥运工程等重要工程的总负责人或领衔专家。 